# Малюк Фелікс
Малюк Фелікс (оригінальний: Baby Felix) це аніме-серіал про комедії, анімацію, наукову фантастику та багато іншого. Виходить в ефір з 2000 по 2001 рік.

## Сюжет
Колишній Фелікс, Малюк Фелікс, — добрий і красивий кіт із милим хвостиком, у який він ніколи не переставав вірити. Він мріє стати гравцем вищої ліги, як Фелікс.

## Епізоди
У цьому серіалі 65 епізодів від каналу NHK. Має 5 магічних епізодів.